# W świetle dnia
"W świetle dnia" – drugi singel grupy Mafia z albumu FM wydany w 1996 roku.
Tekst utworu napisał i zarazem wokal wykonał Andrzej Piaseczny, a kompozytorem utworu był Tomasz Banaś. Utwór w 1997 roku zajmował 12. miejsce na Liście Przebojów Programu Trzeciego.

## Twórcy
- Wokal: Andrzej Piaseczny
- Tekst: Andrzej Piaseczny
- Muzyka: Tomasz Banaś